# 向巢
向巢（？—？），子姓，向氏，名巢，宋国司馬向魋的哥哥。
前501年（鲁定公九年、宋景公十六年），春季，宋景公派乐大心到晋国结盟，迎接乐祁的灵柩。乐大心假装有病推辞，于是就派向巢去晋国结盟。前489年（鲁哀公六年、宋景公二十八年），向巢率军伐曹国。前483年（鲁哀公十二年、宋景公三十四年），宋国和郑国之间空地，名叫弥作、顷丘、玉畅、嵒、戈、钖。子产和宋国人讲和，不要这些地方了。等到宋平公、宋元公的族人从萧地逃亡到郑国，郑国人为他们在嵒地、戈地、钖地筑了城。九月，宋国的向巢进攻郑国，占领了钖地，杀死了宋元公的孙子，包围了嵒地，郑国的罕达救援嵒地。十二月廿八日，包围了宋军。前481年（鲁哀公十四年、宋景公三十六年），宋景公知道了向魋要加害他，请皇野相救。皇野说不得到左师向巢的同意是不行的。宋景公派皇野去请向巢一起打猎，向巢和皇野同乘一辆车，到达逢泽，宋景公告诉向巢原因，向巢下拜，不能起立。皇野请宋景公和向巢盟誓。皇野请求兵符，以命令他的部下攻打桓魋。他的父老兄长和旧臣说：“不行。”他的新臣说：“服从我们国君的命令。”皇野就进攻。向魋失败逃亡卫国、齐国，向巢逃亡到鲁国。